# 도램마을 20단지 한양수자인 에듀파크
도램마을 20단지 한양수자인 에듀파크(영어: Dorammaeul 20 Hanyangsujain Edupark)은 대한민국 세종특별자치시 보람로 96 (도담동 633-1)에 위치한 아파트이다. 2012년에 착공하여 2014년에 완공하였고 총 10개동이 있다.